# Sabien Clement
Sabien Clement (Kortrijk, 18 januari 1978) is een Belgische illustrator van kinderboeken.

## Leven
Na de kunsthumaniora studeert ze Grafische en Illustratieve Vormgeving aan het Sint-Lucas Instituut in Antwerpen.
In 2000 studeerde ze af, waarna ze naar Polen vertrok voor een voortgezette opleiding. Ze maakte er vooral vrij werk, tekende er naar model en kon er haar stijl verder ontwikkelen, los van opgelegde opdrachten. Haar eerste illustratieopdracht kreeg ze toen ze terug in België was. Dat werden de tekeningen bij Jij Lievert.

## Werk
Jij lievert, een poëziebundel van Geert De Kockere, verschijnt in 2002 en krijgt meteen een Boekenpluim. Ook de volgende boeken van Clement vallen geregeld in de prijzen. Voor het gevierde Linus van auteur Mieke Versyp werkt ze samen met illustrator Pieter Gaudesaboos. Hoewel hun tekenstijl radicaal verschilt, werkt de combinatie. Ze krijgen er de Gouden Uil voor in 2008, en doen de oefening nog eens over in Eksternacht dat zich tot jongeren en volwassenen richt.
"Clement werkt schetsend en zoekend. Eerst neemt ze tijd om na te denken om de ideeën daarna – als in een roes – op papier te zetten. Inspiratie zoekt en vindt ze door in boeken van vroeger te neuzen en in oude huizen rond te dwalen. Ze wil dat haar illustraties het verhaal of het gedicht aanvullen en tegelijkertijd een uitgesproken eigen verhaal vertellen. Met stijlexperimenten heeft ze geen problemen. Ze werkt graag met onder meer balpen, Chinese inkt, acrylverf, gravures, sjablonen... Ondanks die verscheidenheid is haar werk toch erg herkenbaar."
De boeken van Clement zijn vertaald in het Frans, Italiaan, Pools, Duits en Koreaans. Naast haar opdrachten in Vlaanderen, werkt ze ook voor tijdschriften en uitgeverijen in Nederland, Frankrijk en Zwitserland.

## Bekroningen
- 2003: Boekenpluim voor Jij lievert
- 2008: De Gouden Uil Jeugdliteratuur voor Linus
- 2008: Boekenpluim voor Linus
- 2009: Boekenpauw voor En iedereen ging op zijn mieren zitten
- 2013: Picturale-prijs
- 2013: Boekenpluim voor Mijn oma is van peperkoek